# Pièce d'occasion
Une pièce d'occasion est une composition, une danse ou une pièce de théâtre composée, souvent sur commande, pour une occasion festive.

## Exemples

### Ballets
- La Perle, ballet de Marius Petipa sur une musique de Riccardo Drigo (1896)
- La Mort du cygne, ballet de Fokine (sur une musique de Camille Saint-Saëns, Le Cygne, solo de violoncelle) pour la ballerine Anna Pavlova (1905)
- La Statue retrouvée, divertissement pour un bal costumé donné à Paris par le comte Étienne de Beaumont sur une musique d'Erik Satie, scénario de Jean Cocteau, dessins de Picasso et chorégraphie de Léonide Massine (1923).
- Fanfare pour un prince, ballet de John Taras (1956)
- FOR 4, danse de Christopher Wheeldon (sur la musique de Franz Schubert, La Jeune Fille et la Mort) (2006)

### Opéras
- Silla, opera seria de Haendel (1713)
- Elvida, opéra de Gaetano Donizetti (1826)
- Entrez, messieurs, mesdames, pièce d'occasion d'Offenbach (1855)
- Les Dragées du baptême, pièce d'occasion d'Offenbach (1856)

### Pièces de théâtre
- How He Lied to Her Husband, pièce de George Bernard Shaw (1905).